# Bromelina (araña)
Bromelina es un género de arañas araneomorfas de la familia Anyphaenidae. Se encuentra en Sudamérica.

## Especies
Según The World Spider Catalog 12.0:
- Bromelina kochalkai Brescovit, 1993
- Bromelina oliola Brescovit, 1993
- Bromelina zuniala Brescovit, 1993